# Кожаны
Кожаны (лат. Eptesicus) — род гладконосых летучих мышей, включающий 26 видов.

## Описание
Эти летучие мыши являются одними из самых обычных в городских ландшафтах и часто селятся в жилых зданиях. Большинство случаев обнаружения летучих мышей в жилищах людей также связаны именно с этой группой летучих мышей. Их нередко обнаруживают в оттепели на улицах городов, часто бессильными.
Питаются кожаны разнообразными летающими насекомыми с сумеречной и ночной активностью. Поселяются обычно одиночно (прежде всего самцы) или небольшими группами (зимой или в материнских колониях).

### Виды
Названия приведены в соответствии с АИ
- Eptesicus andinus
- Eptesicus bobrinskoi — Кожанок Бобринского
- Eptesicus bottae — Пустынный кожан
- Eptesicus brasiliensis — Бразильский кожан
- Eptesicus chiriquinus
- Eptesicus diminutus — Карликовый кожан
- Eptesicus dimissus — Таиландский кожан
- Eptesicus floweri — Кожан Флауэра
- Eptesicus furinalis — Аргентинский кожан
- Eptesicus fuscus — Большой бурый кожан
- Eptesicus gobiensis — Гобийский кожанок
- Eptesicus guadeloupensis — Гуаделупский кожан
- Eptesicus hottentotus — Длиннохвостый кожан
- Eptesicus innoxius — Безвредный кожан
- Eptesicus japonensis
- Eptesicus kobayashii — Корейский кожан
- Eptesicus lobatus
- Eptesicus malagasyensis
- Eptesicus matroka
- Eptesicus nasutus — Синдский кожан
- Eptesicus nilssoni — Северный кожанок
- Eptesicus pachyotis — Толстоухий кожан
- Eptesicus platyops — Нигерийский кожан
- Eptesicus serotinus — Поздний кожан
- Eptesicus taddeii
- Eptesicus tatei — Кожан Тейта